# Компресс
Компресс — повязка, смоченная  водой или лекарственным раствором, которую накладывают на больное место для лечения (разг. примочка). Является разновидностью оттяжной терапии. Компрессы применяют для рассасывания местных воспалительных процессов на коже, в подкожной жировой клетчатке и тканях, расположенных ниже.

## Разновидности
- Общие и местные
- Согревающие
- Холодные и горячие

К общим компрессам относят общее влажное укутывание.

### Согревающий
Согревающий компресс вызывает приток крови к очагу воспаления, способствует рассасыванию инфильтрата и устранению отёка. Такой компресс состоит из трёх слоев. Первый — из ткани в несколько слоёв, смоченной водой комнатной температуры. Ткань отжимают и прикладывают к коже. Сверху (второй слой) кладут клеёнку, вощёную бумагу или целлофан, что на 2—3 см отступает от края влажной ткани. Далее кладут толстый слой ваты ещё большего размера. Все слои плотно прикрепляют к телу несколькими оборотами бинта, укутывают платком или шарфом. Через 6—8 часов компресс меняют сухой тёплой повязкой или протирают кожу спиртом для предотвращения мацерации. Кроме воды, растворами для компресса могут быть водка, разбавленный (50-процентный) этиловый спирт, одеколон, слабый раствор уксуса (1 чайная ложка на 500 мл воды), камфорное масло.
Горчичный
Горчичный компресс является разновидностью согревающего. Применяется при воспалительных заболеваниях суставов, после травм, ушибов (со второго-третьего дня), инфильтратах после лекарственных инъекций, ограниченных острых и хронических болевых синдромах, воспалительных процессах зева и гортани, острых тромбофлебитах конечностей.

### Холодный
Холодные компрессы (примочки) накладывают при ушибе, лихорадке (на голову), травмах, кровотечениях, острых воспалительных процессах на коже. Для этого берут кусок ткани, сложенный в несколько слоёв, смачивают в холодной (лучше со льдом) воде, отжимают и прикладывают на нужное место. Каждые 2—3 минуты в течение часа компресс меняют на новый. Иногда к воде добавляют свинцовую воду, уксус, жидкость Бурова (2 столовые ложки на 500 мл воды). Для лечебных примочек используют раствор борной кислоты,  фурацилина (1:1000).

### Горячий
Горячий компресс делают из ткани, сложенной в несколько слоёв и смоченной горячей водой (50—60 °C), поверх которой накладывают клеёнку и накрывают шерстяной тканью. Каждые 5—10 минут компресс меняют. Горячие компрессы применяют для согревания при миозитах, радикулитах. Разновидностью горячего компресса является припарка. При припарке используют грелку или мешочек, наполненный льняными зёрнами (отрубями, ромашкой), предварительно проваренными или распаренными. Мешочек отжимают, остужают (чтобы не обжечь кожу), накладывают на кожу, сверху накрывают клеёнкой и тёплой тканью (ватой), закрепляют бинтом. Горячий компресс оказывает рассасывающее и обезболивающее действие на очаг воспаления.